# Gaston Fonjallaz
Gaston Fonjallaz (1902-1963) fue un deportista suizo que compitió en bobsleigh. Ganó una medalla de plata en el Campeonato Mundial de Bobsleigh de 1931, en la prueba cuádruple.

## Palmarés internacional
| Campeonato Mundial | Campeonato Mundial   | Campeonato Mundial | Campeonato Mundial |
| Año                | Lugar                | Medalla            | Prueba             |
| ------------------ | -------------------- | ------------------ | ------------------ |
| 1931               | Sankt Moritz (Suiza) | Medalla de plata   | Cuádruple          |